# Djed Spence
Diop Tehuti Djed-Hotep Spence, noto semplicemente come Djed Spence (Londra, 9 agosto 2000), è un calciatore inglese, difensore o centrocampista del Tottenham.

## Caratteristiche tecniche
È un terzino destro, ma può essere adattato anche sull'altra fascia. 
Agisce, in base alle necessità, pure come esterno destro a centrocampo.

## Carriera

### Club

#### Gli inizi, Middlesbrough
Cresciuto nel settore giovanile del Fulham, nel 2018 viene ceduto a titolo definitivo al Middlesbrough; debutta in prima squadra il 14 agosto giocando l'incontro di coppa di lega vinto ai rigori contro il Notts County. Il 26 dicembre 2019 realizza la sua prima rete, decidendo la sfida contro il Huddersfield Town terminata 1-0.

#### Nottingham Forest
Nell'estate 2021 passa in prestito al Nottingham Forest. Esordisce con i reds il 12 settembre nella sconfitta interna con il Cardiff City e segna il suo primo gol il 2 ottobre seguente nella trasferta contro il Birmingham City.

#### Tottenham  e vari prestiti
L'estate seguente viene ceduto al Tottenham per 12,5 milioni di sterline.
Il 31 gennaio 2023, avendo trovato poco spazio con gli spurs, viene ceduto in prestito al Rennes.
Il 30 agosto 2023 viene ceduto in prestito al Leeds Utd, con cui raccoglie 7 presenze in campionato, prima di essere richiamato dal prestito da parte dei londinesi durante la sessione invernale di calciomercato.
L'11 gennaio 2024 passa in prestito con diritto di riscatto al Genoa, in Serie A, fino al termine della stagione.

### Nazionale
Nel marzo del 2022 viene convocato per la prima volta con l'Under-21 inglese per le gare di qualificazioni ad Euro 2023 contro Andorra e Albania. Ha esordito il 29 marzo 2022 subentrando nella vittoria per 3-0 in trasferta contro l'Albania.

## Statistiche
Statistiche aggiornate al 24 maggio 2025

### Presenze e reti nei club
| Stagione             | Squadra              | Campionato           | Campionato | Campionato | Coppe nazionali | Coppe nazionali | Coppe nazionali | Coppe continentali | Coppe continentali | Coppe continentali | Altre coppe | Altre coppe | Altre coppe | Totale | Totale |
| Stagione             | Squadra              | Comp                 | Pres       | Reti       | Comp            | Pres            | Reti            | Comp               | Pres               | Reti               | Comp        | Pres        | Reti        | Pres   | Reti   |
| -------------------- | -------------------- | -------------------- | ---------- | ---------- | --------------- | --------------- | --------------- | ------------------ | ------------------ | ------------------ | ----------- | ----------- | ----------- | ------ | ------ |
| 2018-2019            | Middlesbrough        | FLC                  | 0          | 0          | FACup+CdL       | 0+2             | 0               |                    | -                  | -                  |             | -           | -           | 2      | 0      |
| 2019-2020            | Middlesbrough        | FLC                  | 22         | 1          | FACup+CdL       | 2+0             | 0               |                    | -                  | -                  |             | -           | -           | 24     | 1      |
| 2020-2021            | Middlesbrough        | FLC                  | 38         | 1          | FACup+CdL       | 1+1             | 0               |                    | -                  | -                  |             | -           | -           | 40     | 1      |
| ago. 2021            | Middlesbrough        | FLC                  | 3          | 0          | FACup+CdL       | 0+1             | 0               |                    | -                  | -                  |             | -           | -           | 4      | 0      |
| Totale Middlesbrough | Totale Middlesbrough | Totale Middlesbrough | 63         | 2          |                 | 7               | 0               |                    | -                  | -                  |             | -           | -           | 70     | 2      |
| 2021-2022            | Nottingham Forest    | FLC                  | 39+3       | 2          | FACup+CdL       | 4+0             | 1+0             |                    | -                  | -                  |             | -           | -           | 46     | 3      |
| 2022-gen. 2023       | Tottenham            | PL                   | 4          | 0          | FACup+CdL       | 1+1             | 0               |                    | -                  | -                  |             | -           | -           | 6      | 0      |
| gen.-giu. 2023       | Rennes               | L1                   | 8          | 0          | CF              | 0               | 0               | UEL                | 2                  | 0                  |             | -           | -           | 10     | 0      |
| 2023-gen. 2024       | Leeds Utd            | FLC                  | 7          | 0          | FACup+CdL       | 0               | 0               |                    | -                  | -                  |             | -           | -           | 7      | 0      |
| gen.-giu. 2024       | Genoa                | A                    | 16         | 0          | CI              | -               | -               |                    | -                  | -                  |             | -           | -           | 16     | 0      |
| 2024-2025            | Tottenham            | PL                   | 25         | 1          | FACup+CdL       | 2+4             | 0+1             | UEL                | 4                  | 0                  | -           | -           | -           | 35     | 2      |
| Totale Tottenham     | Totale Tottenham     | Totale Tottenham     | 29         | 1          |                 | 8               | 1               |                    | 4                  | 0                  |             | -           | -           | 41     | 2      |
| Totale carriera      | Totale carriera      | Totale carriera      | 165        | 5          |                 | 19              | 2               |                    | 6                  | 0                  |             | -           | -           | 190    | 7      |

## Palmarès

### Competizioni internazionali
- UEFA Europa League: 1

Tottenham Hotspur: 2024-2025